# Jaguar (cartunista)
Jaguar, pseudônimo de Sérgio de Magalhães Gomes Jaguaribe, (Rio de Janeiro, 29 de fevereiro de 1932) é um cartunista brasileiro, destacou-se por ser um dos fundadores do periódico satírico alternativo O Pasquim, em 1969.

## Biografia
Sérgio Jaguaribe começou sua carreira em 1952 na revista Manchete onde, por influência de Borjalo passou a assinar somente Jaguar. Na mesma época trabalhava no Banco do Brasil subordinado a Sérgio Porto, que o convenceu a não deixar o emprego em favor do humorismo.
No início da década de 1960, passa a ser um dos principais cartunistas da revista Senhor, colaborando também na Revista Civilização Brasileira, na Revista da Semana, no semanário Pif-Paf e nos jornais Última Hora e Tribuna da Imprensa.
Lança sua primeira coleção em 1968, Átila, você é bárbaro. No ano seguinte, funda o jornal O Pasquim com Tarso de Castro e Sérgio Cabral; é o único a permanecer até o fim da publicação, em 1991, quando passa a editar o jornal A Notícia.
Em 2013, com os cinquenta anos da Turma da Mônica e os quarenta e nove de Sig, faz uma charge com a Mônica e o Sig.
Em 2016 foi demitido do jornal O Dia após 30 anos.

### Indenização
Durante a ditadura militar, ficou preso durante três meses em 1970, tendo sido solto no réveillon.
Em 5 de abril de 2008, Jaguar e outros vinte jornalistas que foram perseguidos durante os anos de chumbo tiveram seus processos de anistia aprovados pela Comissão de Anistia do Ministério da Justiça. Ele e o cartunista Ziraldo receberam as maiores indenizações: 1 milhão de reais cada um.

## Obras publicadas
- Átila, você é bárbaro
- Nadie es perfecto
- Confesso que bebi
- Ipanema, se não me falha a memória
- É Pau puro! - O Jaguar do Pasquim